# تازة كند (شاهين دج)
تازة كند هي قرية في مقاطعة شاهين دج، إيران. عدد سكان هذه القرية هو 25 في سنة 2006.